# Claudio Cassinelli
Claudio Cassinelli, född 13 september 1938 i Bologna, Emilia-Romagna, död 13 juli 1985 i Page, Arizona, var en italiensk skådespelare.

## Roller i urval
- 1967 – Kina är nära
- 1974 – Flavia och den blodiga hämnden
- 1974 – Fulvio, revolutionären som svek
- 1976 – Nina
- 1978 – Bergets grymma hemlighet
- 1978 – Människojakt på djävulsön
- 1979 – Krokodilen
- 1979 – Lavinexpressen